# Manaccan
Manaccan est une paroisse civile et un village des Cornouailles, en Angleterre.